# Stazione di Catania Ognina (1867)
La stazione di Catania Ognina era una fermata posta al km 244+362 della linea ferroviaria Messina-Siracusa costruita a poca distanza dal termine del tratto extraurbano della SS 114.

## Storia
La stazione venne costruita in concomitanza con la costruzione del secondo tratto della strada ferrata Messina-Catania da Taormina a Catania; il fabbricato venne costruito nella zona soprastante l'abitato del sobborgo marinaro di Ognina, a poca distanza dal Porto Ulisse. Venne inaugurata il 3 gennaio 1867 ed era l'ultima fermata prima della stazione di Catania Centrale. Era presenziata da agente di custodia addetto alla manovra dell'adiacente passaggio a livello.
In seguito all'attivazione del raddoppio del binario fu automatizzato il passaggio a livello e di conseguenza divenne impresenziata. Nel 2006 iniziarono i lavori di costruzione, più a sud, della nuova fermata metropolitana di Ognina.
Venne soppressa il 18 giugno 2017, contemporaneamente all'attivazione del raddoppio fra le stazioni di Cannizzaro e di Catania Centrale, e sostituita dalla nuova fermata di Ognina posta alcune centinaia di metri più a sud.

## Strutture e impianti
La stazione era posta al termine del percorso a doppio binario in esercizio tra Fiumefreddo di Sicilia e Catania, allo sbocco della galleria di Cannizzaro. Da qui aveva inizio il tratto ancora a semplice binario dell'importante collegamento ferroviario isolano. Il fabbricato viaggiatori è a due livelli ed è posto lato mare rispetto al binario. È impresenziata ed esercita in telecomando punto-punto secondo il sistema CTC dalla contigua stazione di Cannizzaro.
L'attivazione del raddoppio del binario anche nell'ultimo tratto fino a Catania centrale e della nuova stazione di Ognina (poco più a sud) ha comportato la disattivazione della fermata.